# Cex (musicista)
Cex, pseudonimo di Rjyan Claybrook Kidwell (21 settembre 1981), è un compositore e disc jockey statunitense di intelligent dance music.

## Biografia
Sperimentatore musicale precoce, a 19 anni aveva una propria etichetta, la Underscore Records con la quale pubblicò il primo disco.
Nel 2000 il suo secondo album Role Model venne pubblicato per la Tigerbeat6, la sua nuova etichetta creata con Kid 606.

## Discografia

### Album
- Cells (1998 Underscore Records)
- Role Model (2000 Tigerbeat6)
- Oops, I Did It Again! (2001  Tigerbeat6)
- Tall, Dark, & Handcuffed (2002  Tigerbeat6)
- Being Ridden (2003 Temporary Residence)
- BR Instrumentals (2003  Temporary Residence)
- Maryland Mansions (2003  Jade Tree Records)
- Actual Fucking (2006  Automation Records)
- Sketchi (2007  Temporary Residence)
- Dannibal (2007  Must Finish/Wildfirewildfire Records)
- Bataille Royale (2009  Must Finish/Tigerbeat6)
- Konx Om Cex, Vol. 1 (2010  Must Finish)
- Tiny Creature (2011  Tigerbeat6)

### EP, Singoli e Split
- Shift-Minus Vol. 1 (1999  Underscore Records)
- Get Your Badass On EP (2000  555 Recordings)
- Role Playa (2000 · Tigerbeat6/555 Recordings)
- Starship Galactica (2001  555 Recordings)
- Oops, I Did It Again! EP (2001  Tigerbeat6)
- $ Vol. 2 (2001 · Tigerbeat6)
- The "Connected" Series#2 (2001  Klangkrieg)
- Bad Acne EP (2002  Tigerbeat6)
- Shotgun Wedding Vol. 3: Oh, So Now You Fuckers Wanna Dance? (2004  Violent Turd)
- Know Doubt (2005 · Record Label)
- Miami Mansions (2006  Must Finish)
- Exotical Privates (2007  Automation Records)
- Nonconsenshredemption (2010  Wtr Clr)
- Evargreaz (2010 Automation Records)
- Megamuse EP (2011  Tigerbeat6)